# SK 와이번스의 선수 목록
다음은 KBO 리그 SK 와이번스의 연도별 주전 선수 명단이다.
투수는 그 해 최다 이닝 소화 투수를 기록하였다.

## 2000년 - 2010년
| 연도   | 투수       | 포수   | 1루수  | 2루수  | 3루수      | 유격수 | 좌익수 | 중견수 | 우익수 | 지명타자 |
| 2000년 | 이승호     | 양용모 | 추성건 | 최태원 | 손차훈     | 브리또 | 이진영 | 풀리엄 | 채종범 | 이동수   |
| 2001년 | 에르난데스 | 강성우 | 이호준 | 최태원 | 안재만     | 브리또 | 이진영 | 에레라 | 채종범 | 양현석   |
| 2002년 | 이승호     | 김동수 | 이호준 | 최태원 | 페르난데스 | 김민재 | 잉글린 | 조원우 | 채종범 | 김기태   |
| 2003년 | 스미스     | 박경완 | 김기태 | 정경배 | 디아즈     | 김민재 | 조경환 | 조원우 | 이진영 | 이호준   |
| 2004년 | 이승호     | 박경완 | 이호준 | 정경배 | 브리또     | 김민재 | 조원우 | 이진영 | 채종범 | 김기태   |
| 2005년 | 김원형     | 박경완 | 이호준 | 정경배 | 김태균     | 김민재 | 조원우 | 박재홍 | 이진영 | 김재현   |
| 2006년 | 채병용     | 박경완 | 최정   | 정근우 | 김태균     | 이대수 | 박재상 | 박재홍 | 이진영 | 김재현   |
| 2007년 | 레이번     | 박경완 | 이호준 | 정경배 | 최정       | 정근우 | 박재상 | 김강민 | 조동화 | 박재홍   |
| 2008년 | 김광현     | 박경완 | 모창민 | 정근우 | 최정       | 나주환 | 박재상 | 김강민 | 박재홍 | 김재현   |
| 2009년 | 송은범     | 정상호 | 박정권 | 정근우 | 최정       | 나주환 | 박재상 | 김강민 | 박재홍 | 김재현   |
| 2010년 | 김광현     | 박경완 | 박정권 | 정근우 | 최정       | 나주환 | 박재상 | 김강민 | 조동화 | 김재현   |

## 2011년 - 2020년
| 연도   | 투수   | 포수   | 1루수  | 2루수  | 3루수 | 유격수 | 좌익수 | 중견수 | 우익수 | 지명타자 |
| 2011년 | 글로버 | 정상호 | 박정권 | 정근우 | 최정  | 박진만 | 박재상 | 조동화 | 임훈   | 이호준   |
| 2012년 | 윤희상 | 조인성 | 박정권 | 정근우 | 최정  | 최윤석 | 박재상 | 김강민 | 임훈   | 이호준   |
| 2013년 | 세든   | 정상호 | 박정권 | 정근우 | 최정  | 박진만 | 박재상 | 김강민 | 조동화 | 이재원   |
| 2014년 | 김광현 | 이재원 | 박정권 | 나주환 | 최정  | 김성현 | 이명기 | 김강민 | 조동화 | 스캇     |
| 2015년 | 켈리   | 이재원 | 박정권 | 박계현 | 최정  | 김성현 | 이명기 | 김강민 | 브라운 | 김민식   |
| 2016년 | 켈리   | 이재원 | 박정권 | 김성현 | 최정  | 고메즈 | 이명기 | 김강민 | 정의윤 | 김동엽   |
| 2017년 | 켈리   | 이재원 | 박정권 | 김성현 | 최정  | 나주환 | 김동엽 | 노수광 | 로맥   | 정의윤   |
| 2018년 | 박종훈 | 이재원 | 로맥   | 김성현 | 최정  | 나주환 | 김동엽 | 노수광 | 한유섬 | 정의윤   |
| 2019년 | 김광현 | 이재원 | 로맥   | 나주환 | 최정  | 김성현 | 노수광 | 김강민 | 한유섬 | 고종욱   |
| 2020년 | 핀토   | 이재원 | 로맥   | 최준우 | 최정  | 김성현 | 오태곤 | 김강민 | 최지훈 | 고종욱   |

## 같이 보기
- SK 와이번스의 역대 외국인 선수 목록
- SK 와이번스의 한국 프로 야구상 수상자